# Råvvejåkka
De Råvvejåkka is een beek die stroomt in de Zweedse  gemeente Kiruna. De beek ontstaat op de noordoostelijke hellingen van de Siuru. Ze stroomt door het moeras Råvveape. Na circa 10 kilometer levert ze haar water af aan de Ylinen Siururivier.
Afwatering: Råvvejåkka → Ylinen Siururivier → Lainiorivier → Torne → Botnische Golf